# Balantiucha platyphylla
Balantiucha platyphylla är en fjärilsart som beskrevs av Turner 1903. Balantiucha platyphylla ingår i släktet Balantiucha och familjen Uraniidae. Inga underarter finns listade i Catalogue of Life.